# Monument General Hoche

Platz auf der Nordseite des Sockels: Geraubte Erinnerungsplakette von 1928, vermtl. Messing, Größe ca. 25 cm × 50 cm, erinnerte in deutscher Sprache an die Erbauer und Vollender des Monuments und die Teilnahme des Bürgermeisters von Versailles und Bürgern von Weissenthurm an der Einweihung 1928

Das Monument General Hoche [ħœɔ̃] (Abb. 1) steht in Weißenthurm am Rhein, "Am Hoche" (dort ausgespr.: am Hosch oder auch am Osch) einer Kleinstadt nordwestlich von Koblenz. Es ist das Grab und Denkmal für den französischen General Louis Lazare Hoche (1768–1797) (Abb. 4), der während des Ersten Revolutionskriegs am 18. April 1797 von hier aus (Abb. 2) den Rheinübergang seiner Truppen leitete. Auf der rechtsrheinischen Flussseite besiegte er in der Schlacht von Neuwied ein österreichisches Heer. Fünf Monate später, am 19. September 1797, starb er in Wetzlar an der Lahn.
Es heißt, dieses frühklassizistische Grabdenkmal sei das größte und älteste französische Monument in Deutschland. Das Denkmalsgelände ist seit 1798 Eigentum der Französischen Republik. Seit 1978 darf die Gemeinde Weißenthurm den südlichen Teil davon als städtische Grünanlage nutzen. Seit 1994 ist der gesamte Komplex eine geschützte Denkmalzone.

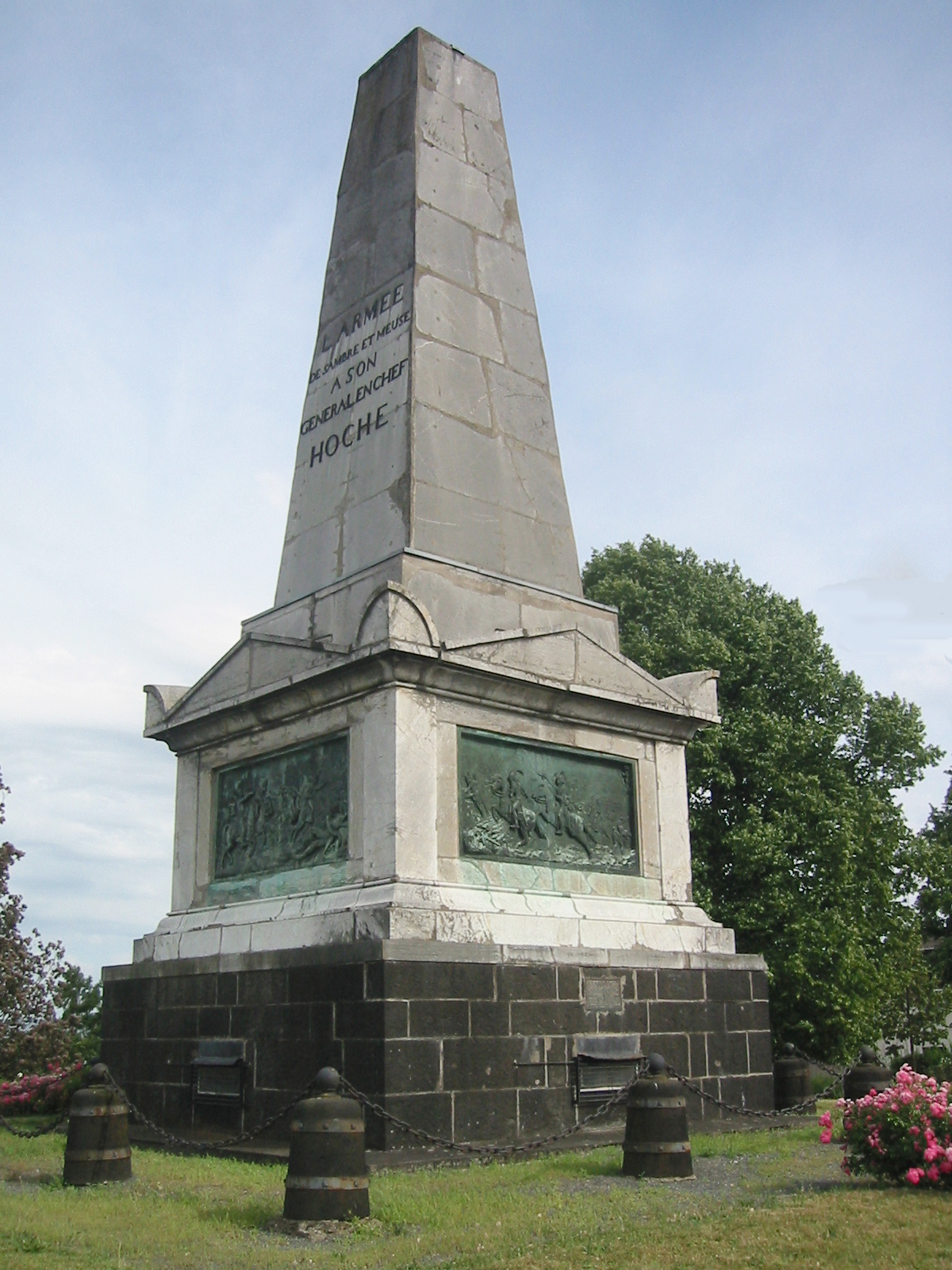
1. Erbaut ab 1798. Ansicht aus nord-östlicher Richtung

## Geschichtlicher Hintergrund
General Hoche erreichte in kürzester Zeit ein außergewöhnlich hohes Ansehen: Seine Soldaten bewunderten die militärische Bravour, das Organisationstalent und die republikanischen Tugenden ihres Oberkommandierenden. Und, nachdem er Anfang 1797 neben dem militärischen Oberkommando über die Sambre-und-Maas- und später auch die Rhein-und-Mosel-Armeen auch die Verwaltung der eroberten linksrheinischen Gebiete von Bingen bis Bonn übernommen hatte, schätzten nach nur wenigen Monaten Amtszeit die mit einer republikanischen Staatsform sympathisierenden Rheinländer seine Neuorganisation einer bis dahin in großen Teilen unfähigen, korrupten Zivilverwaltung. Seine Verordnungen zu Steuern und Abgaben bedeuteten eine Beschränkung der bis dahin ungehemmten Ausbeutung des Landes durch Beamte und Militärs und garantierten den Einwohnern ihr verbliebenes Eigentum.

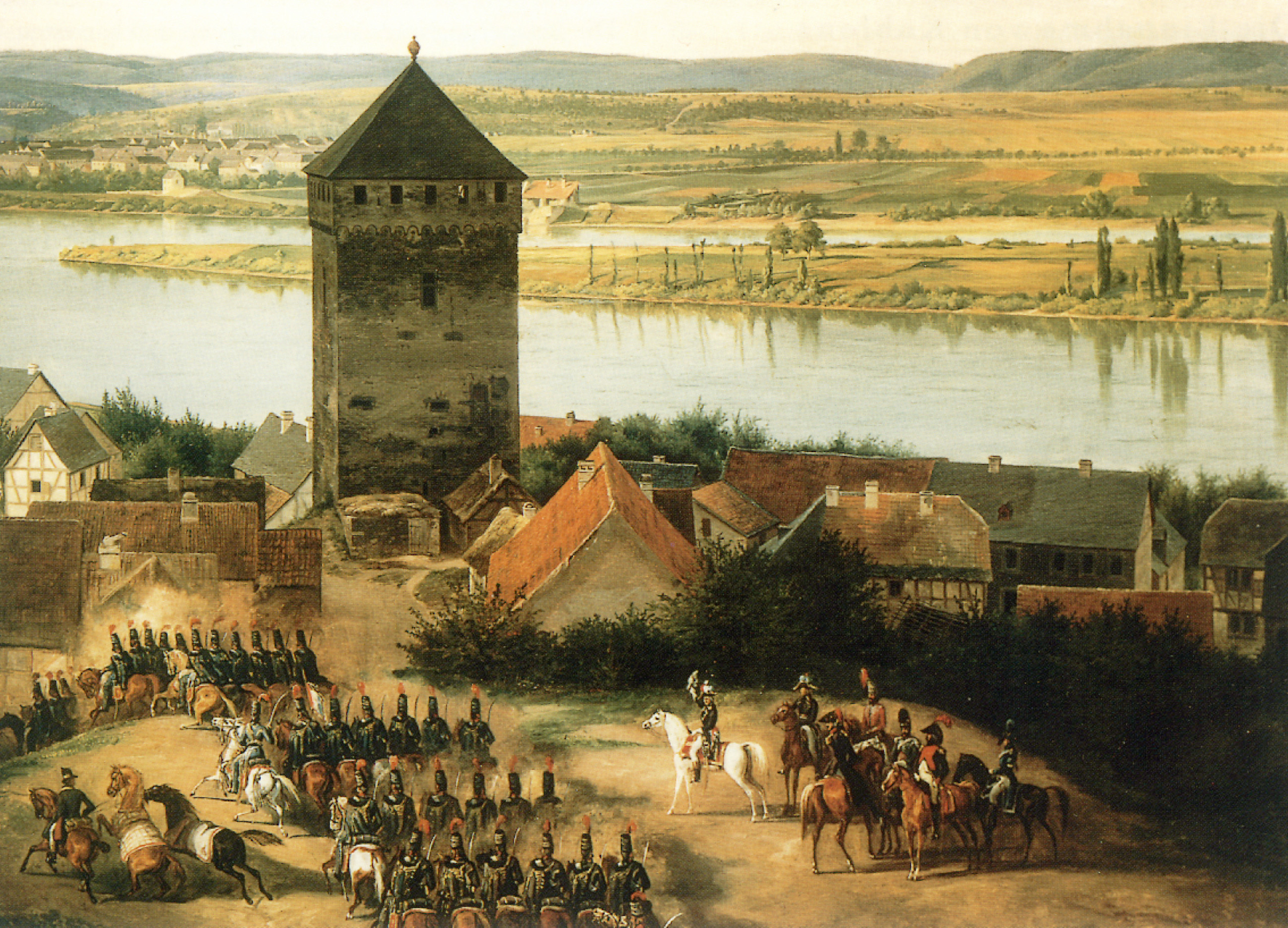
2. Der Rheinübergang Generals Hoche bei Weißenthurm am 18. April 1797. Gemälde von S. u. M. Meister um 1839

Hoches überraschend früher Tod wurde von vielen Seiten betrauert: „La République perd le général le plus distingué, par ses lumières et par ses talents militaires, que la France ait produit …“ schrieb Paul de Barras (1755–1828), Präsident des Nationalkonvents und Förderer des jungen Napoléon Bonaparte in seinen Memoiren. Viele Zeitgenossen hatten in Hoche einen der Bannerträger der Revolutionsforderungen nach Freiheit, Gleichheit und Brüderlichkeit gesehen, die er auch in den eroberten Regionen verwirklicht sehen wollte. Josef Görres (1776–1848), deutscher Publizist, Herausgeber des Rheinischen Merkurs und anfänglicher Befürworter einer Republik nach französischem Vorbild am Rhein, beschrieb Hoche 1814 in einem Brief an den Freiherrn vom Stein, als „… den verständigsten und billigsten aller französischen Generale und der ritterlichste.“
Hoches Leichnam wurde am 23. September 1797 in Koblenz auf dem Petersberg, in der Nähe des ein Jahr zuvor gefallenen, ebenfalls bewunderten General Marceau bestattet. Es gab aber zeitgleich den Plan, ihm ein eigenes Denkmal zu errichten.

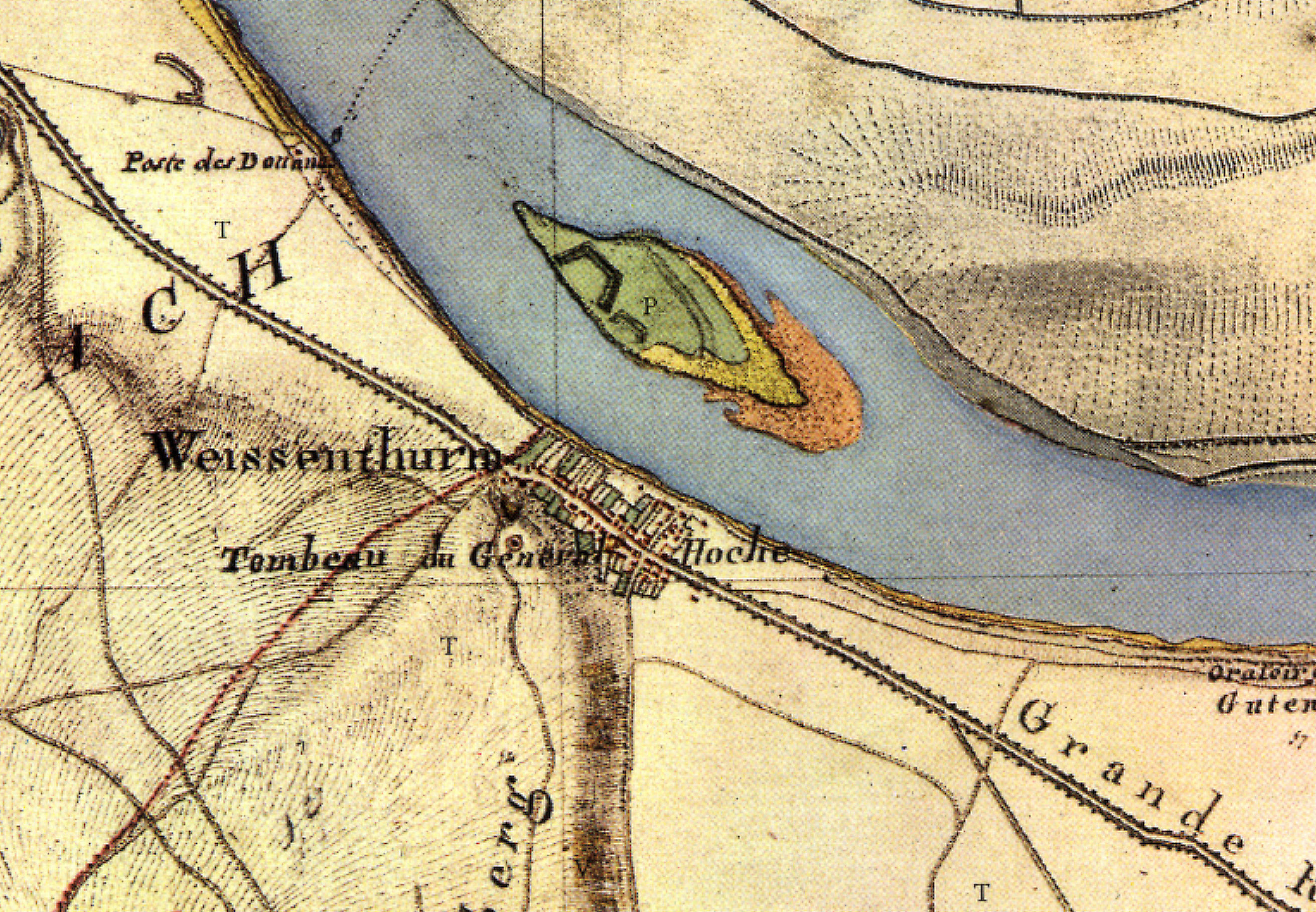
3. Detail aus dem Blatt Weißenthurm der Topographischen Aufnahme der Rheinlande von Tranchot und v. Müffling von 1810

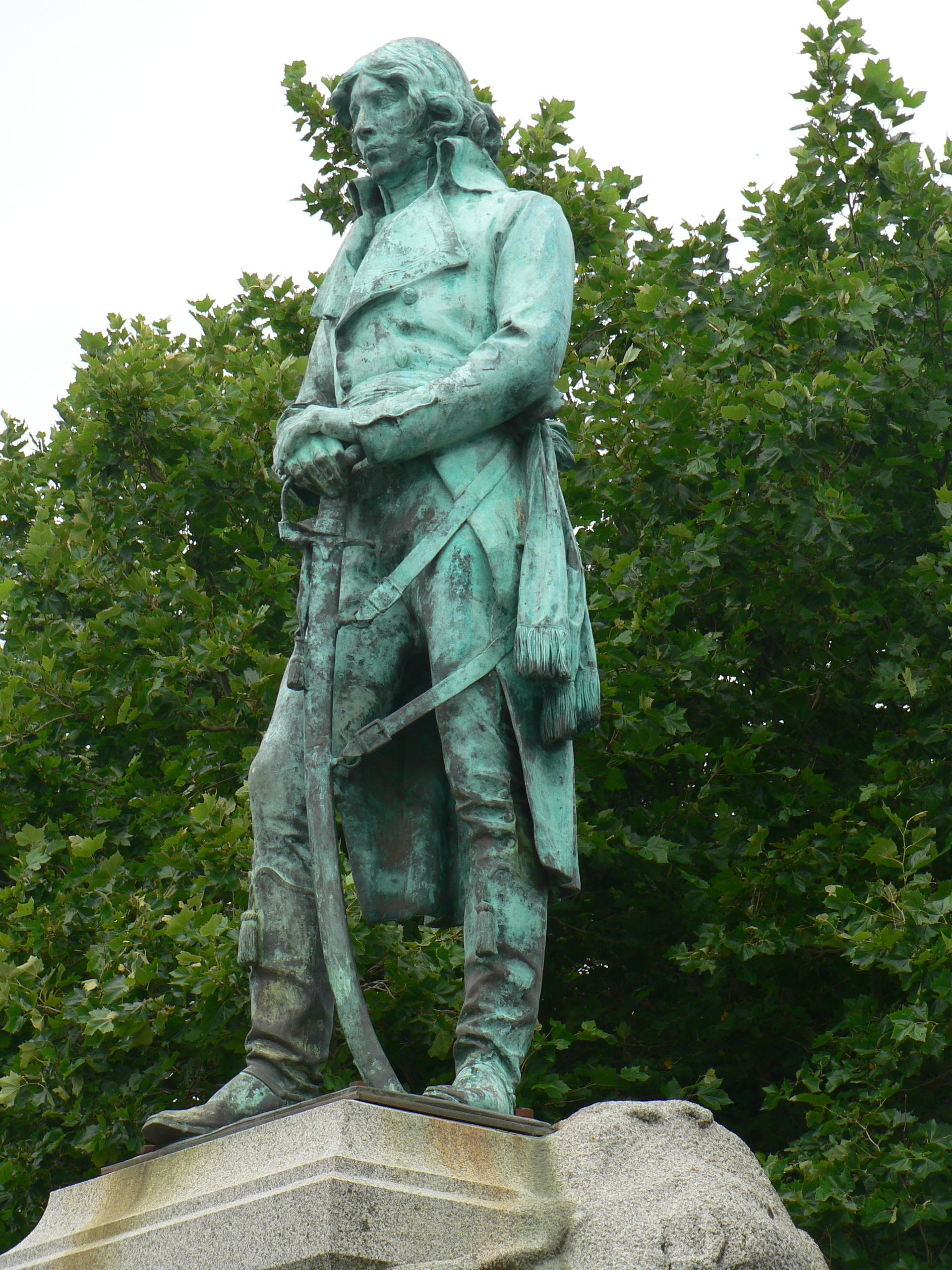
4. General Hoche in Quiberon (Bretagne), Bronzestatue von Jules Dalou 1902

### Planung

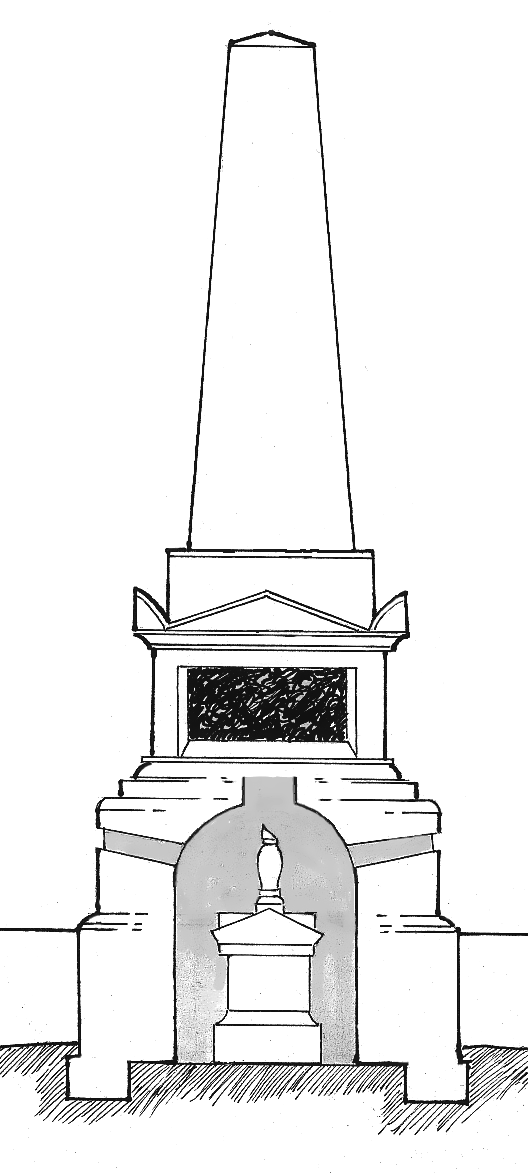
5. Schematische Bauansicht nach einem Aufriss von 1907. Zeichnung des Autors

30.000 Francs sollen Hoches Soldaten gespendet haben, um ihrem General dieses Denkmal zu setzen. Für 1797 ist die Hinterlegung eines Fonds von 2.000 Livres für die Gemeinde Weißenthurm bei einem Bankier in Koblenz dokumentiert. Fondsgeber war die französische Armee, vertreten durch General Championnet und andere Offiziere. Die Zinsen aus diesem Fond sollten für die Pflege des Denkmals und „die Unterrichtung der Jugend“ verwendet werden. Der Abschluss dieser Vereinbarungen wurde mit einem großen Essen gefeiert, an dem die französische Generalität und 26 deutsche Deputierte des Amtes Bergpflege teilnahmen, zu dem Weißenthurm damals gehörte.
Zum Standort für das Denkmal wurde eine Anhöhe innerhalb von Weißenthurm, der Frauenberg, bestimmt. Von dort aus hatte der General den Rheinübergang seiner Truppen und die Schlacht gegen ein österreichisches Heer geführt. Elf Eigentümern wurde diese Gemarkung abgekauft.(Abb. 2) Das Denkmal war von Beginn an als Grabstätte mit einer unterirdischen Grabkammer geplant. Tatsächlich aber wurden die sterblichen Überreste von Hoche erst mehr als hundert Jahre später nach Weißenthurm überführt. Der Entwurf des Grabmals wird dem Architekten Peter Joseph Krahe (1758–1840) zugeschrieben, der ein Jahr zuvor bereits ein ähnliches Denkmal (Abb. 12) für den 1796 bei Höchstenbach im Westerwald tödlich verwundeten General Marceau entworfen haben soll. An anderer Stelle werden dafür ein Stadtbaumeister Trosson und General Kléber, ein enger Freund Marceau’s, zitiert.

### Ausführung
Das Monument folgt in seiner Gestaltung dem seit Ende des 18. Jahrhunderts populären Denkmaltyp eines Obelisken auf einem würfelförmigen Sockel: Auf einem aufgeschütteten, abgemauerten Rundhügel mit einem Durchmesser von 32 Metern steht ein dreistufiger Unterbau aus Basaltlavaquadern, untergliedert mit Lichtschächten, der obere in Gestalt eines Sarkophages mit Giebeln und Akrotienbekrönungen (Abb. 5 u. 6). Darüber steht der nach oben sich verjüngende, acht Meter hohe Obelisk. Er trägt auf der dem Rhein zugekehrten Seite in Metallbuchstaben die Inschrift L’ARMEE DE SAMBRE ET MEUSE A SON GENERAL EN CHEF HOCHE. Der innen hohle Obelisk wurde mit Lahnmarmor aus Villmar von dem Steinmetz Simon Leonhard II. verkleidet.
Wann Grabkammer und Obelisk fertiggestellt wurden, ist nicht genau zu ermitteln. Ein detailliertes Dokument von 1798 nennt 9.429 Livres Baukosten. 1806 machte Theodore Sosy eine (lt. LHA-Koblenz) inzwischen verschollene maßstäbliche Zeichnung des Denkmals. 1810 wurde die Lage als Grabmal (Tombeau) erstmals kartografiert (Abb. 3). William Turner zeigt in seiner Skizze Neuwied und Weißenthurm von 1817 das Monument fertiggestellt.

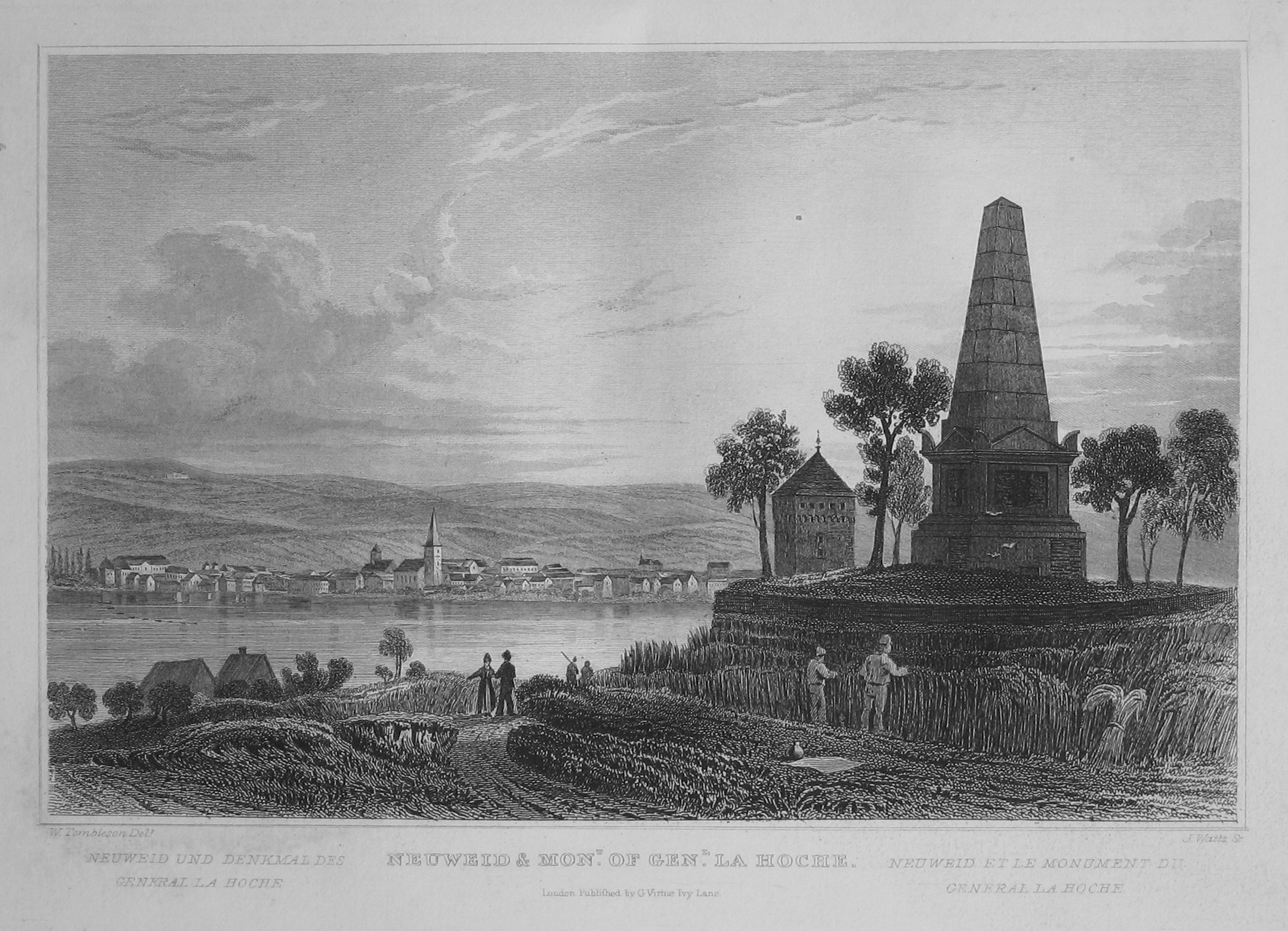
6. Ansicht des Denkmals um 1840

Nach dem Ersten Weltkrieg wurde das Gelände mit einem eisernen Zaun und Basaltpylonen eingezäunt und erhielt einen wuchtig gestalteten Ein- und Zugangsbereich (Abb. 8 u. 9). General Hoches sterbliche Überreste wurden 1919 aus seinem Erdgrab auf dem Petersberg im Koblenzer Stadtteil Lützel exhumiert. Um dieses Erdgrab war zwischenzeitlich die Feste Kaiser Franz entstanden, in deren Innenhof sich das provisorische Grab dann befand. In einer Urne wurden die Überreste in die Grabkammer des Weißenthurmer Monuments überführt (Abb. 10 u. 11). Am 14. Juli 1928 wird das Denkmal als vollendet erklärt. [...] été achevé par l'armée du Rhin heißt es auf einer kleinen Bronzetafel auf der Südseite. Auch wurden auf den vier Feldern des Sockels Kupferreliefs (Originale in Versailles) angebracht, die die wichtigsten Stationen für Hoches militärischen Ruhm zeigen: Wissembourg 1793 (Westseite), Quiberon 1795 (Ostseite), Vendée 1796 (Nordseite) und Neuwied 1797 (Ostseite). Eine kleine Bronzetafel an der Nordseite erinnert an die Anbringung der Tafeln unter Anwesenheit des Hochkommissars Tirard, des kommandierenden Generals der Rheinarmee Guillaumat, des Bürgermeisters von Versailles und einer Abordnung der Gemeinde Weißenthurm. Der französische Bildhauer Louis-Simon Boizot (1743–1809) hatte 1800 die Szenen als Marmorreliefs geschaffen. Sie befinden sich im Château de Versailles et de Trianon.

## Anmerkungen zur Bedeutung und Geschichte

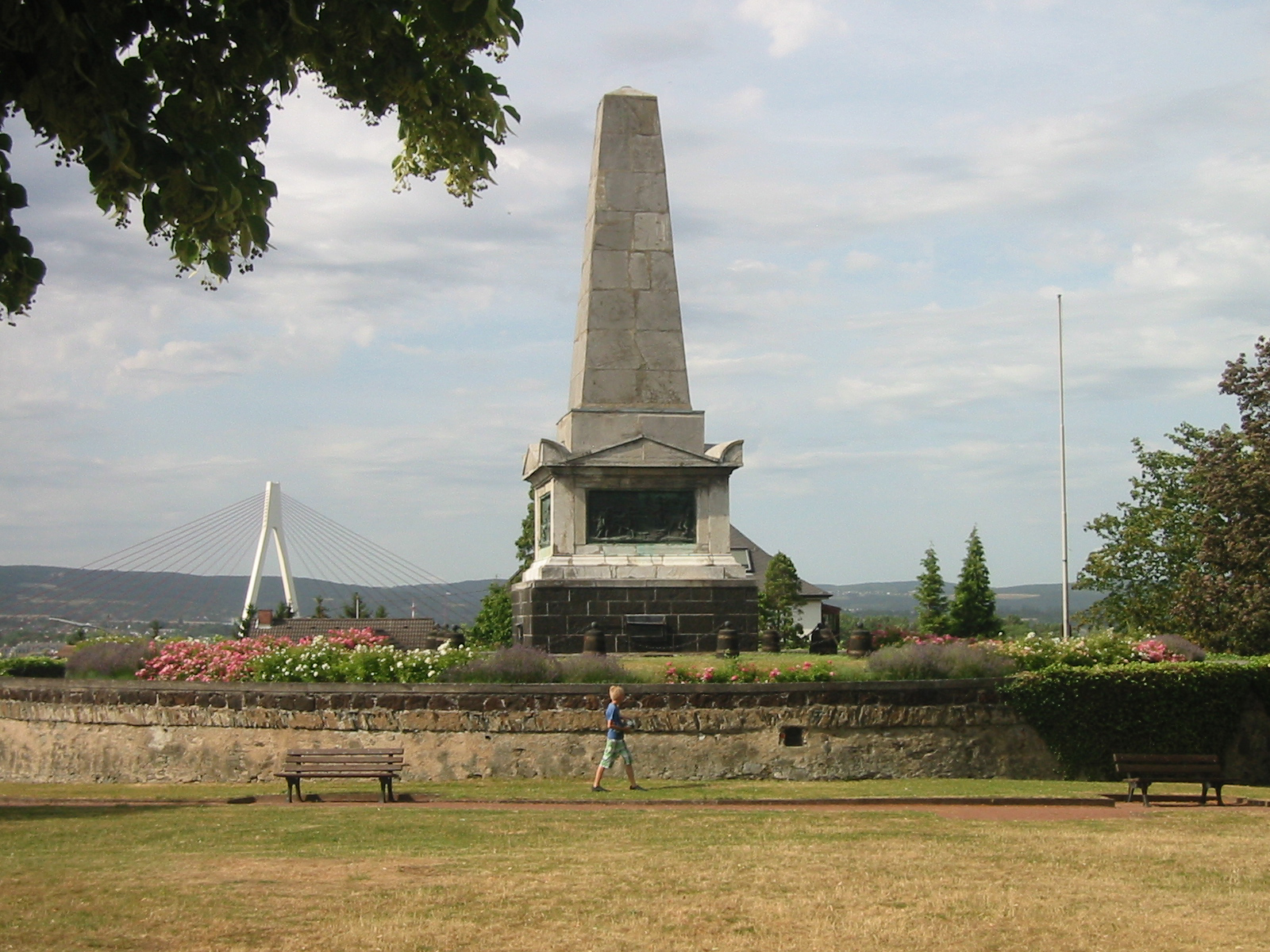
7. Ansicht von Westen. Im Hintergrund ein Pylon der Raiffeisenbrücke über den Rhein
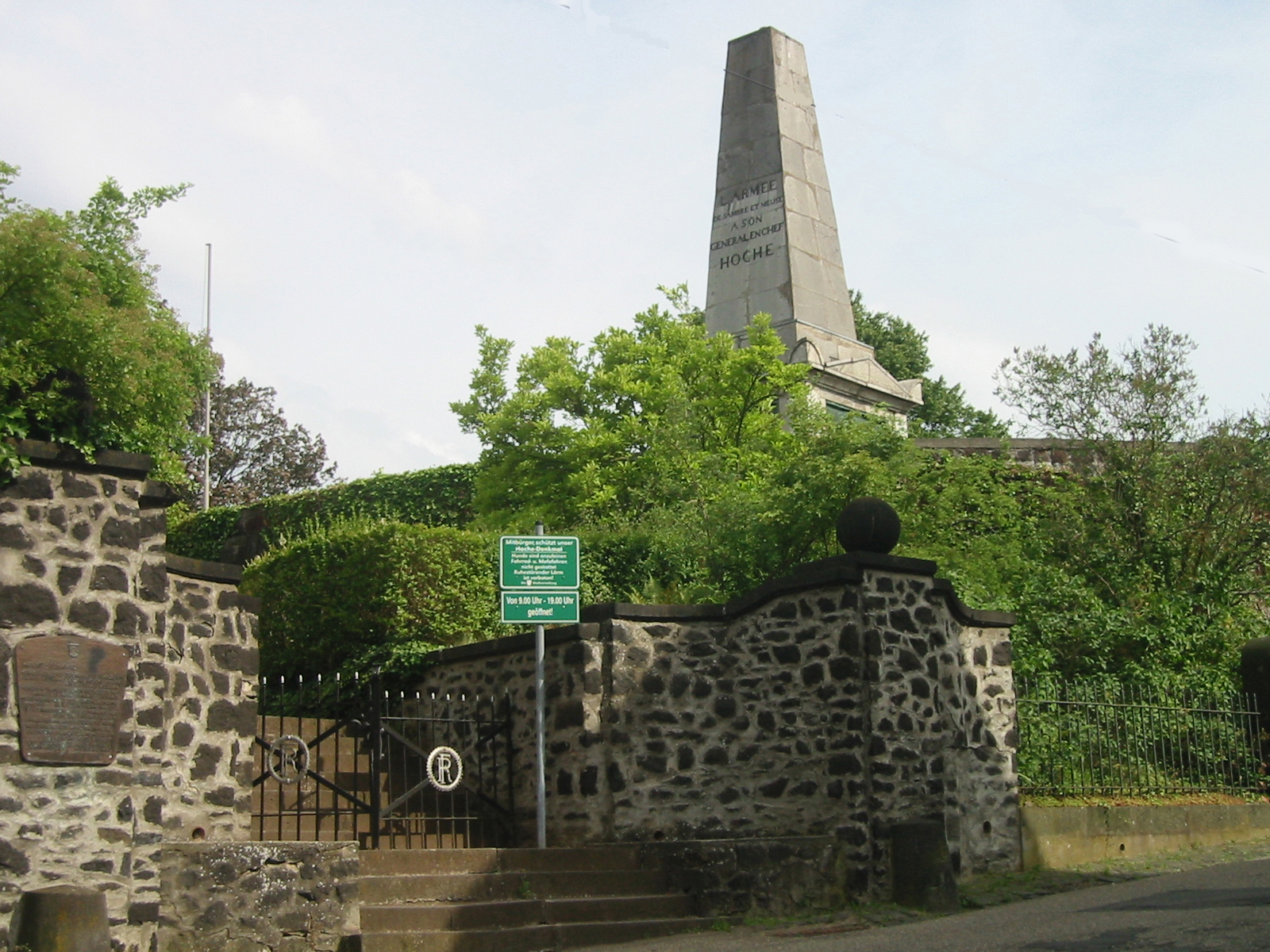
8. Haupteingang zur Anlage an der Straße „Am Hoche“
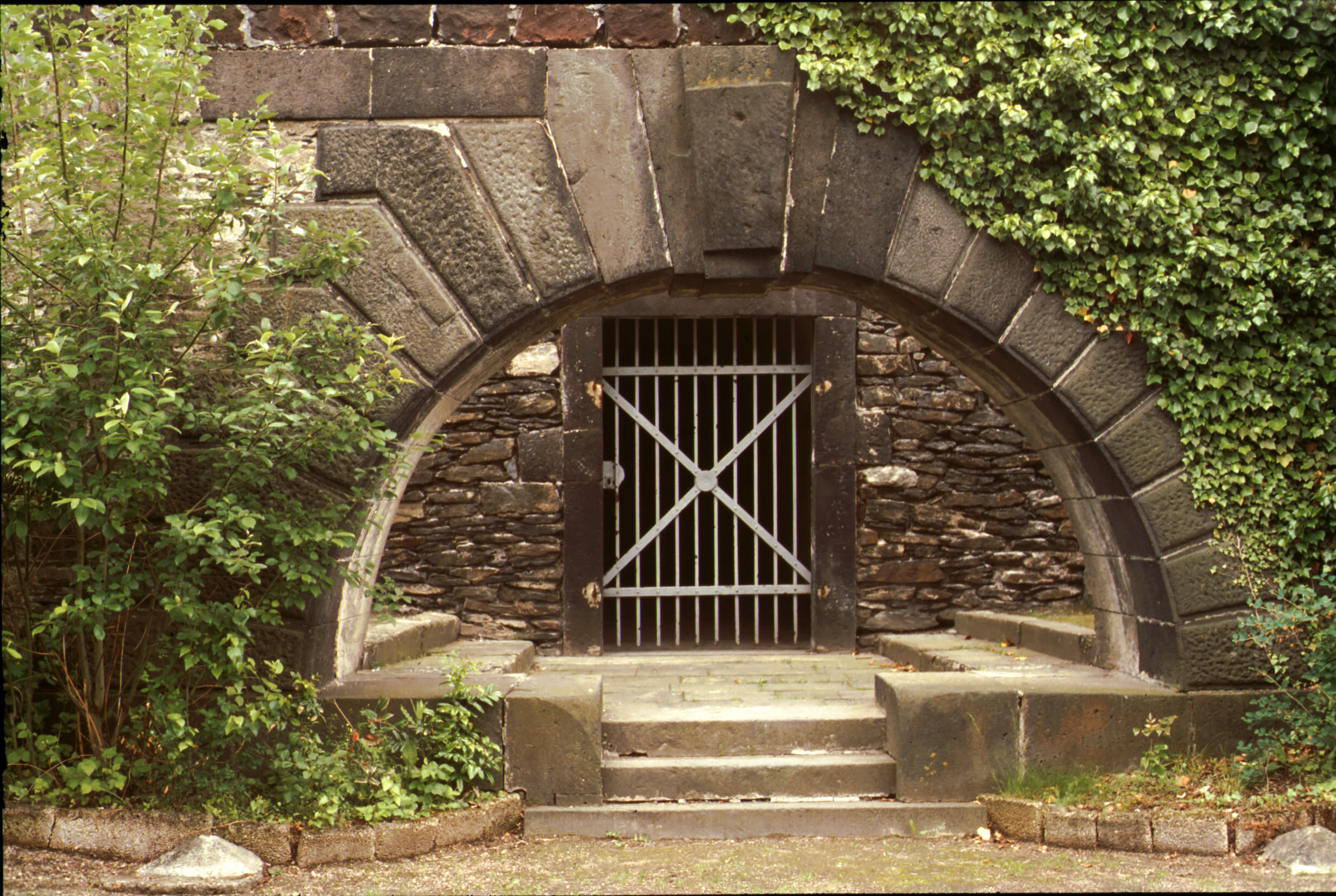
9. Tor der äußeren Mauer vor dem Gang zur Grabkammer
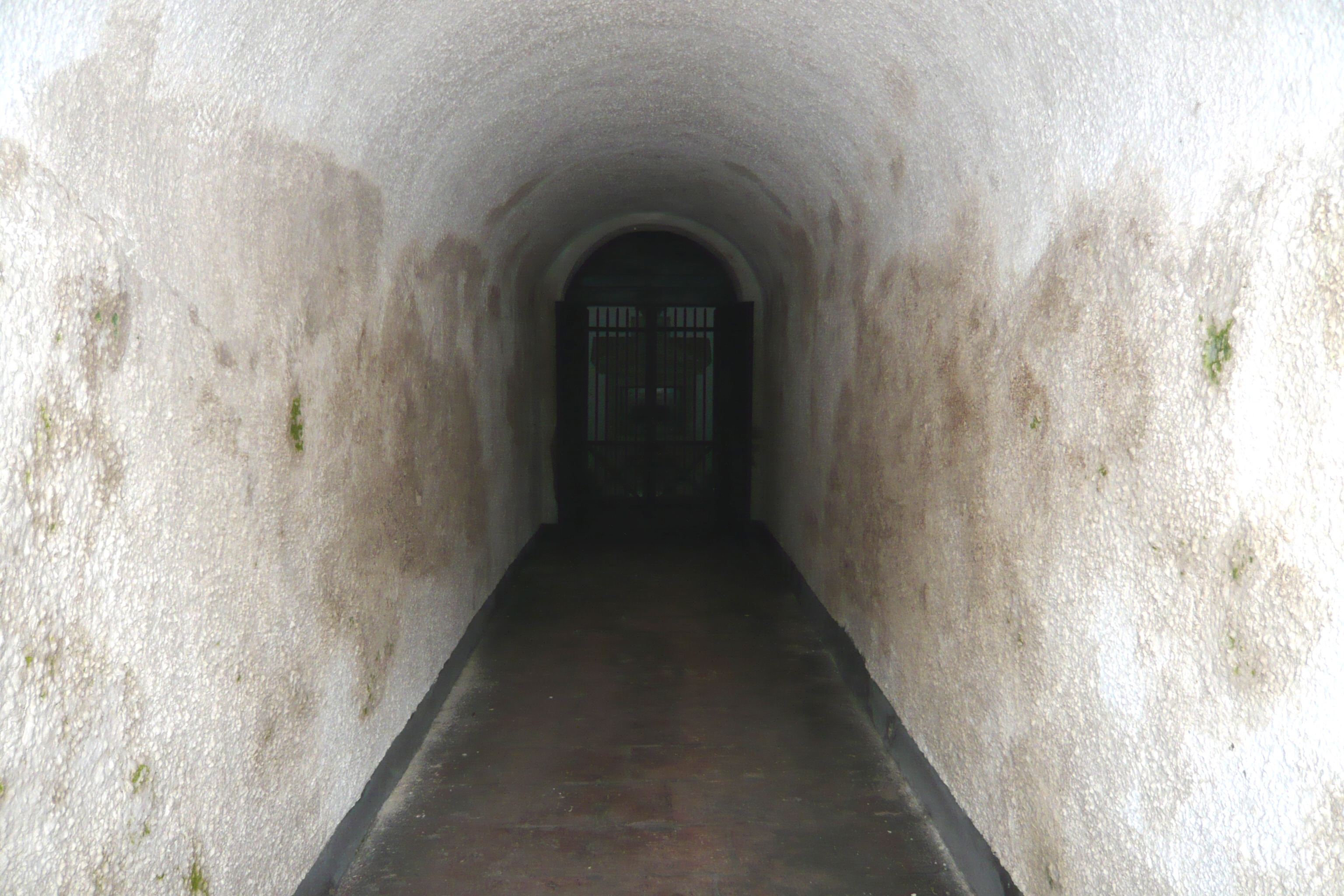
10. Unterirdischer Gang zur Grabkammer
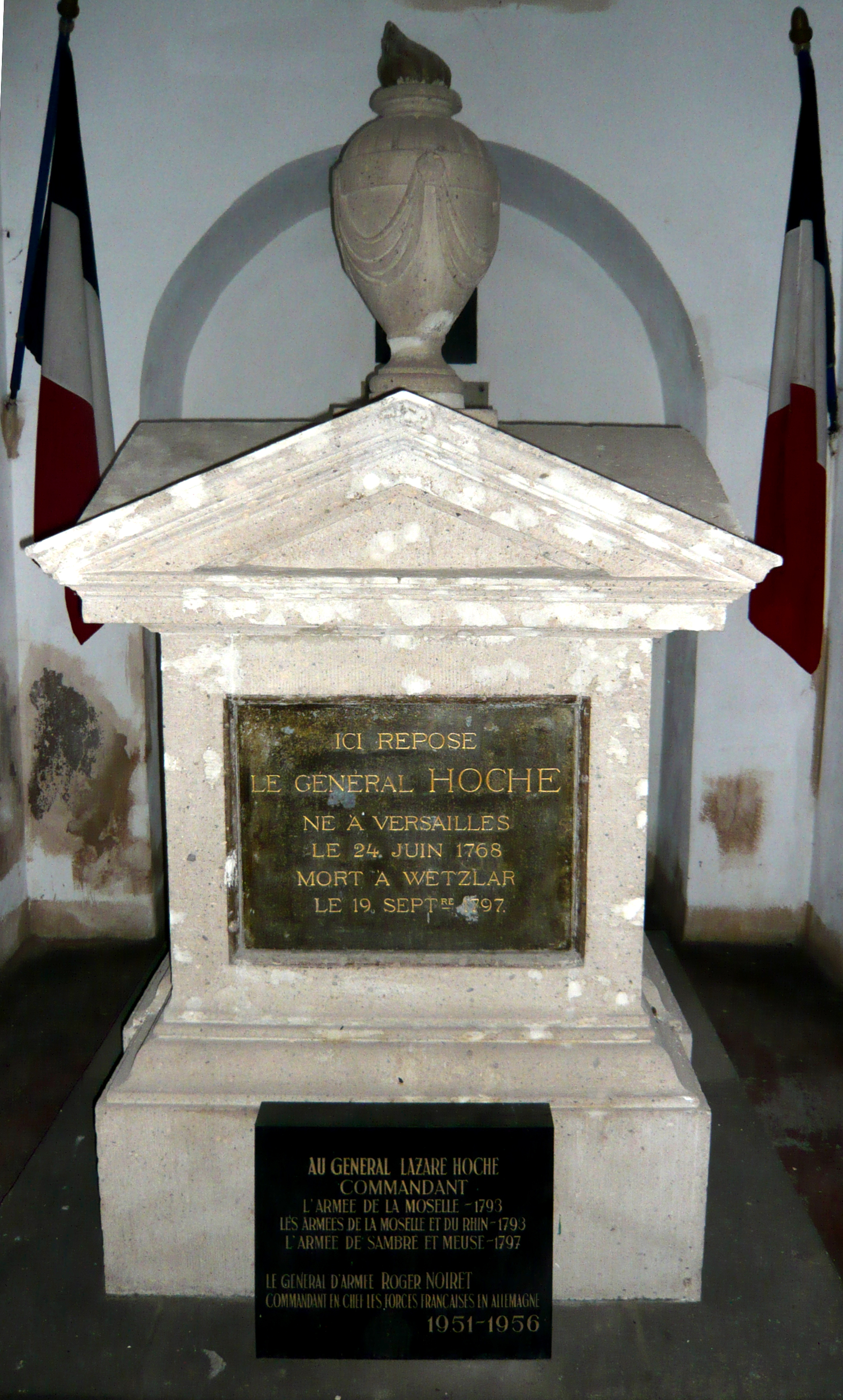
11. Grabkammer mit (leerem) Sarkophag, darauf die Urne mit Hoches sterblichen Überresten
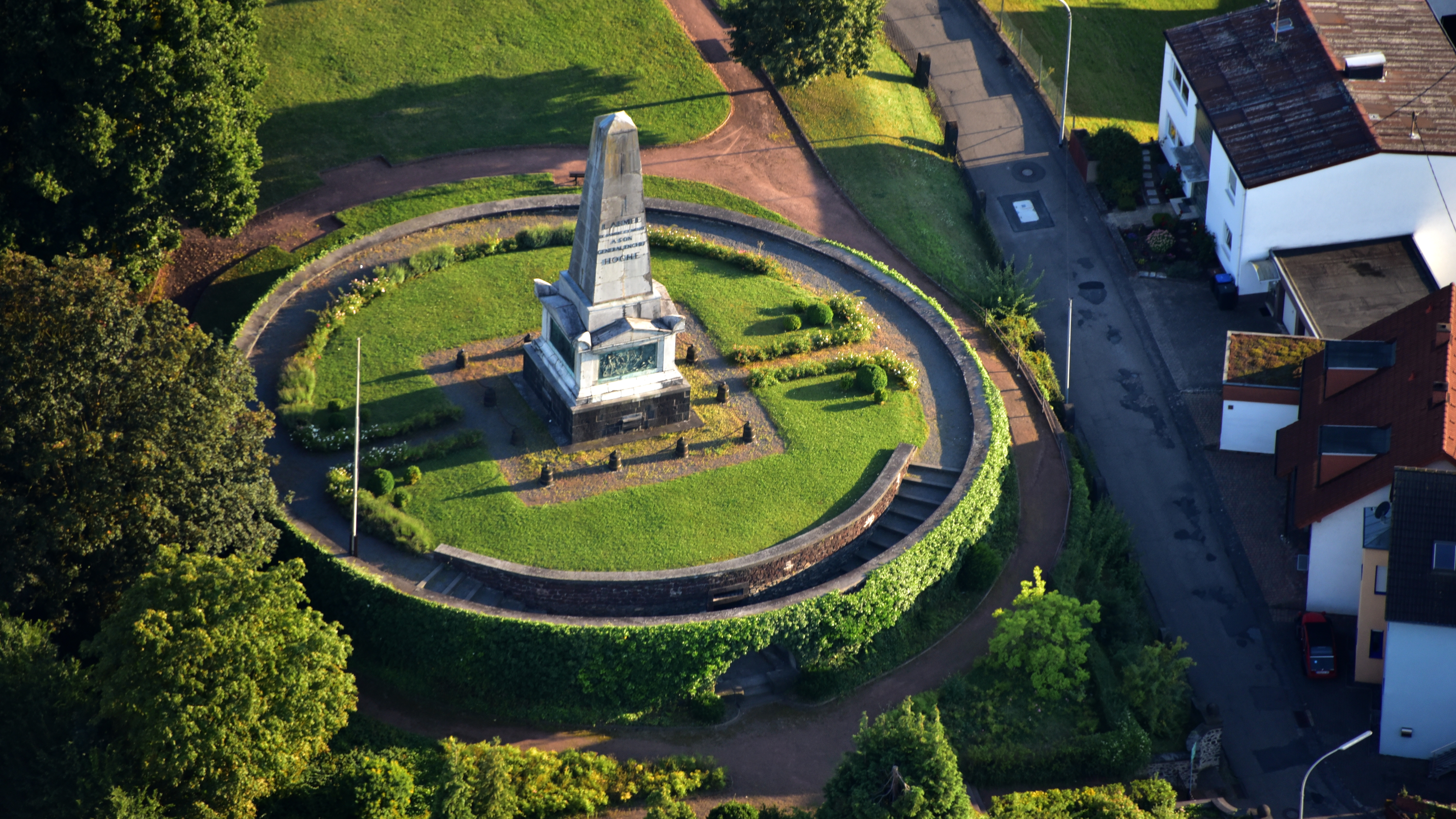
12. Monument General Hoche, Luftaufnahme (2016)
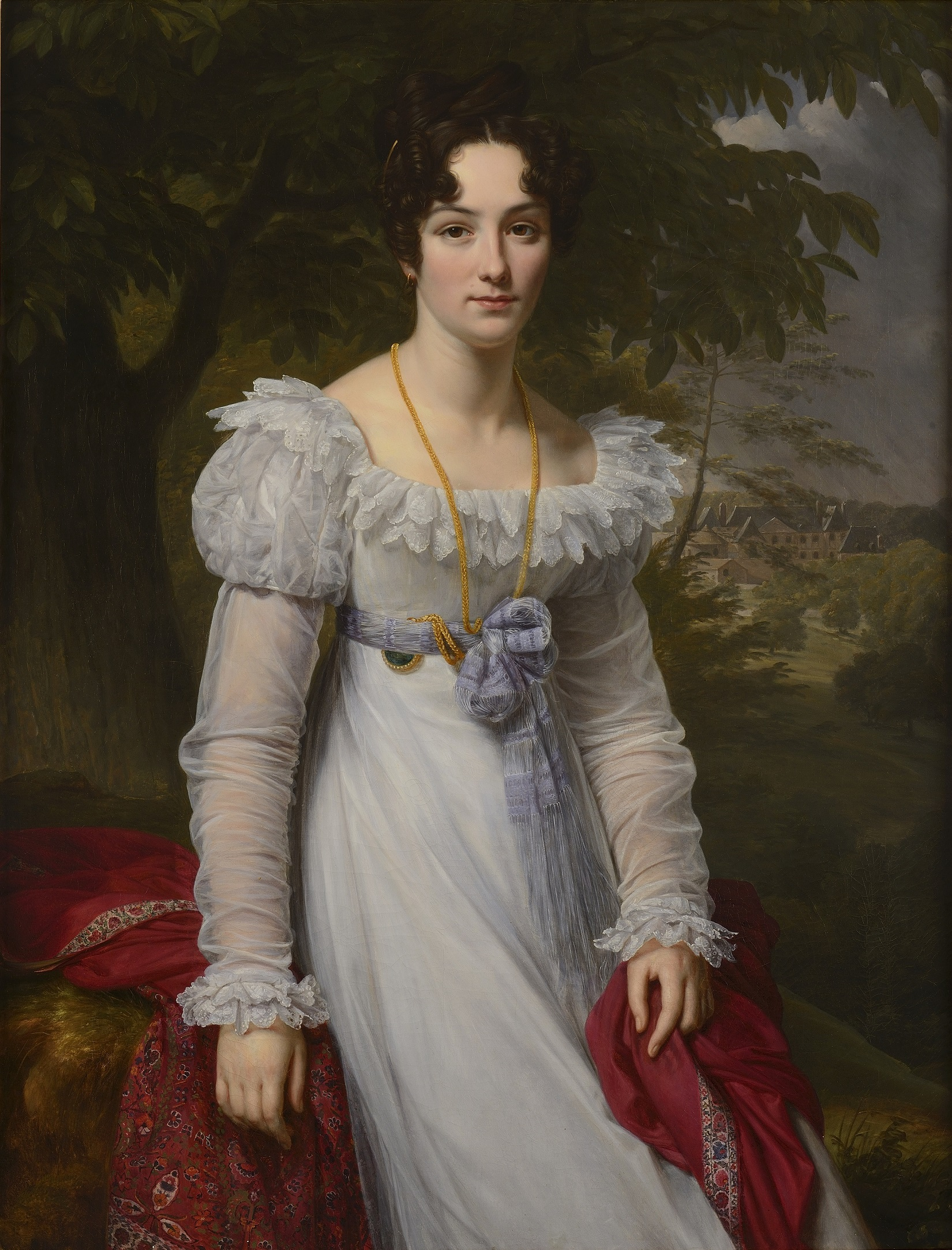
Hoches Tochter Jenny verh. Marquise des Roys

## Denkmäler französischer Militärs im Westen Deutschlands

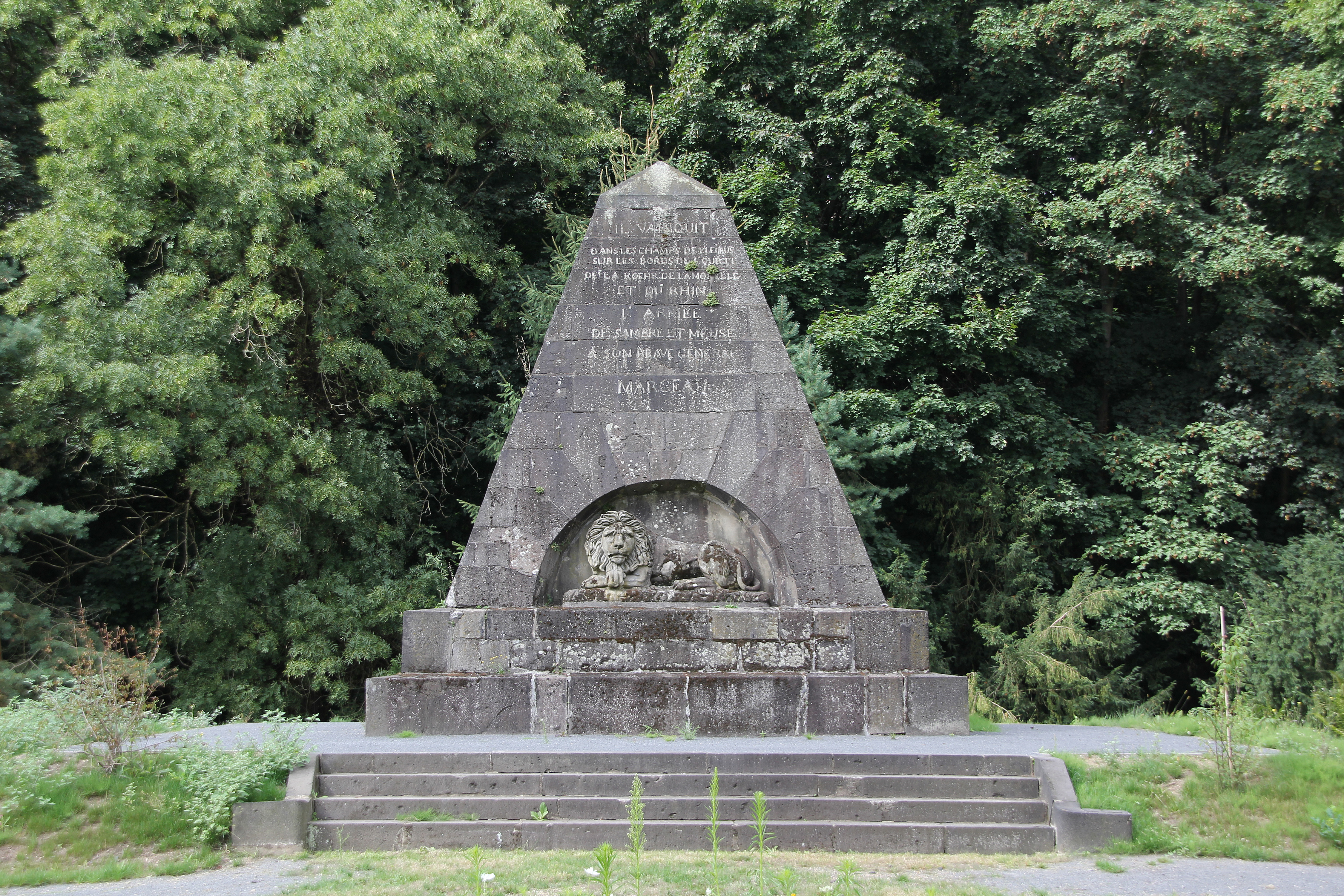
12. Denkmal für General Marceau in Koblenz-Lützel. Ursprünglich errichtet 1797 auf Anweisung von General Kléber. Seit 1818 ohne Grabsockel auf dem Franzosenfriedhof in Koblenz-Lützel.
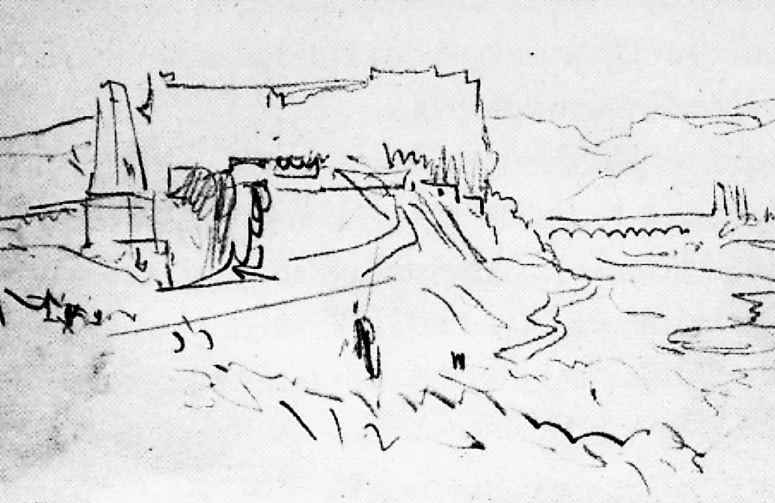
12a. 1817 skizzierte William Turner den Ehrenbreitstein und das Grabmal Marceaus (links), das damals noch eine ähnliche Form wie das Monument Hoche in Weißenthurm hatte.
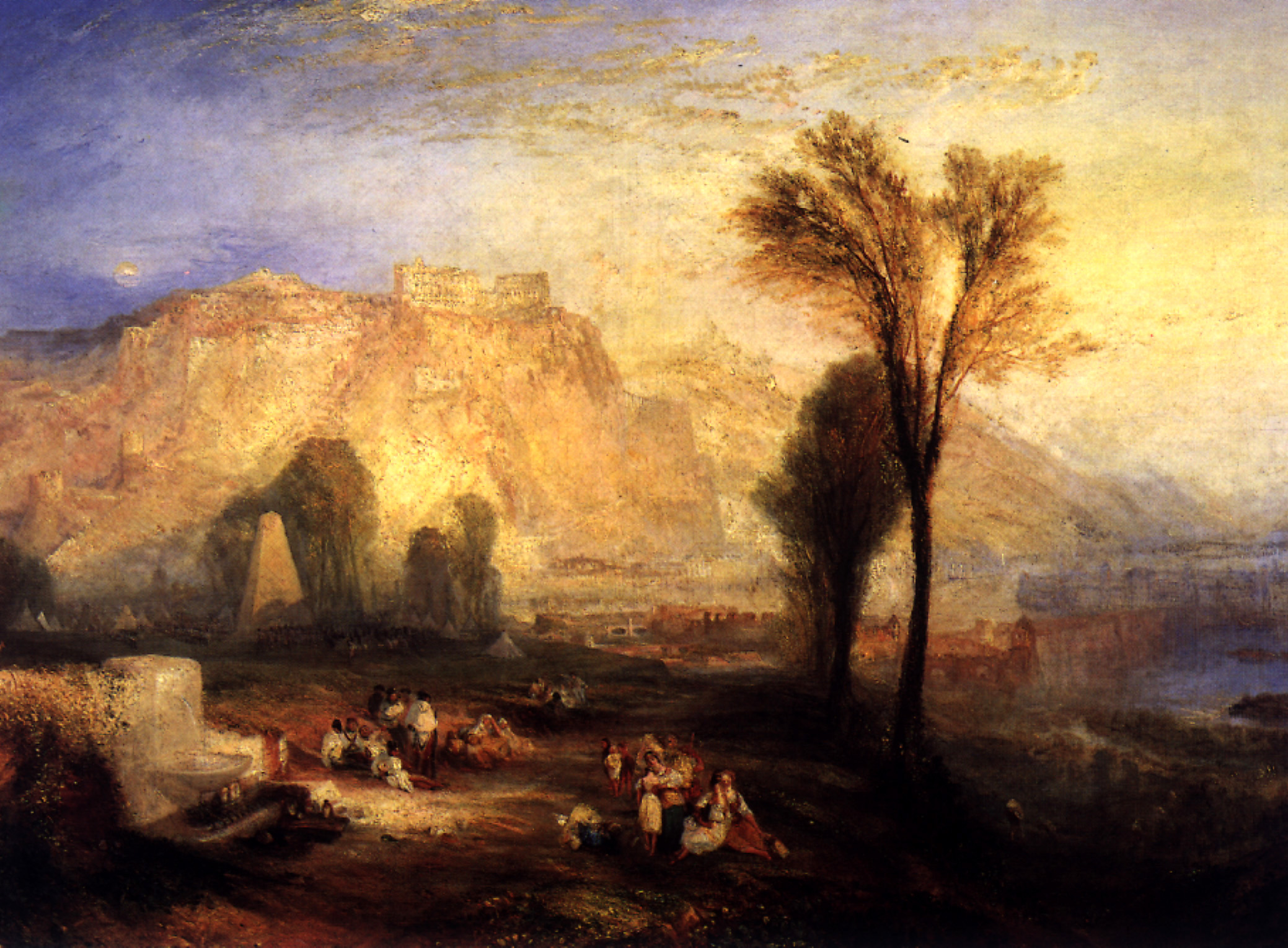
12b. William Turners Gemälde des Ehrenbreitsteins über Koblenz von 1835, zeigt das Marceau-Denkmal in heroisierender Überhöhung (links vor dunkler Baumgruppe).
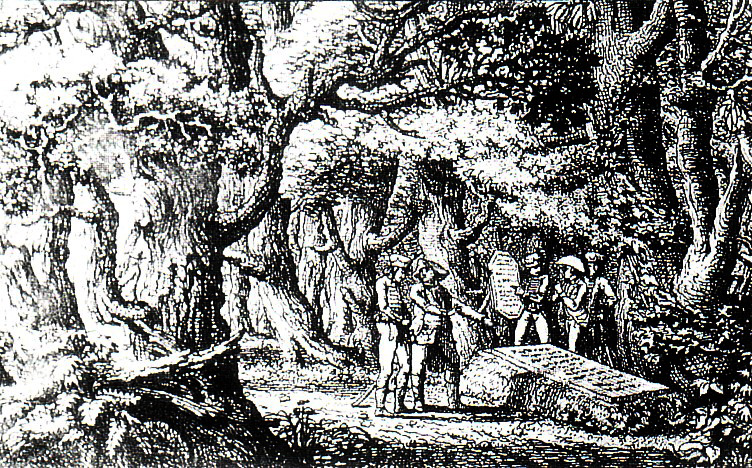
13. Gedenkstein an dem Ort von Marceaus tödlicher Verwundung 1796 im Wald bei Höchstenbach. Gestiftet von seinem Adjudanten Souhait. Quelle: Landschaftsmuseum Westerwald.
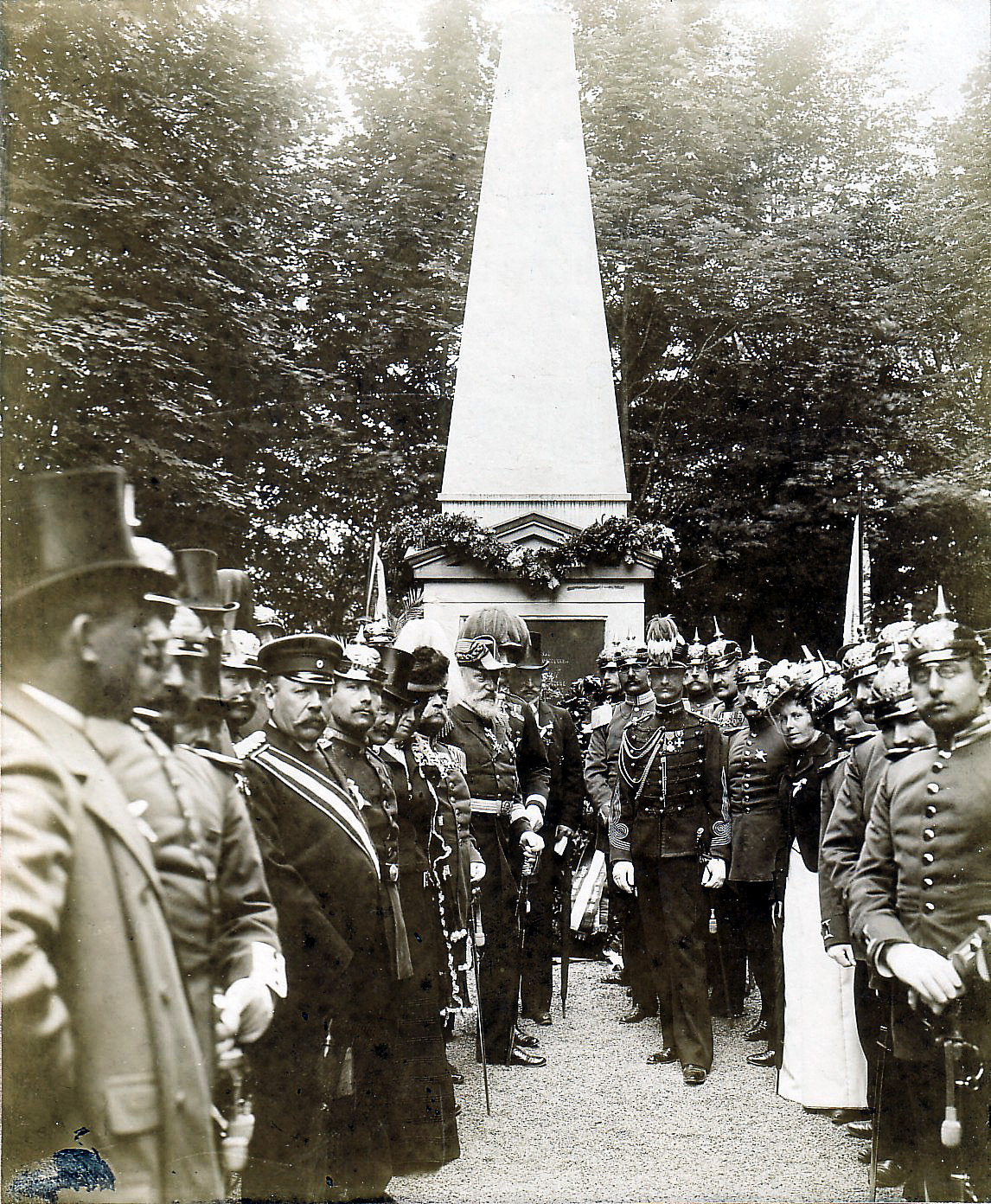
13a. 1863 ließ Kaiser Napoléon III. einen Obelisken an gleicher Stelle errichten. Das Foto zeigt französisches, österreichisches und preußisches Militär anlässlich einer Gedenkfeier 1901. Quelle: Landschaftsmuseum Westerwald.
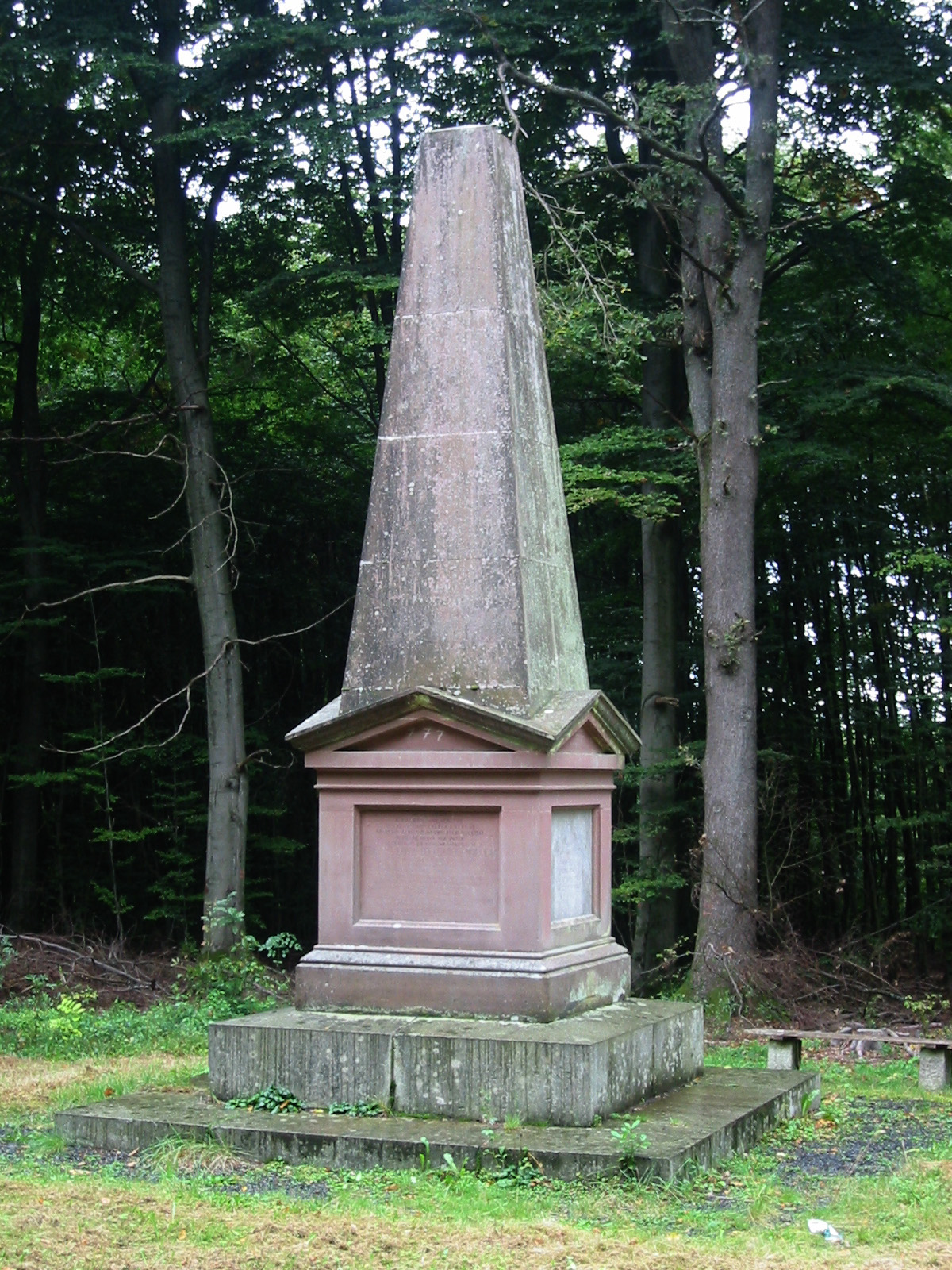
13b. Situation 2011 des 1941 zerstörten, 1945/46 wiedererrichteten Denkmals.
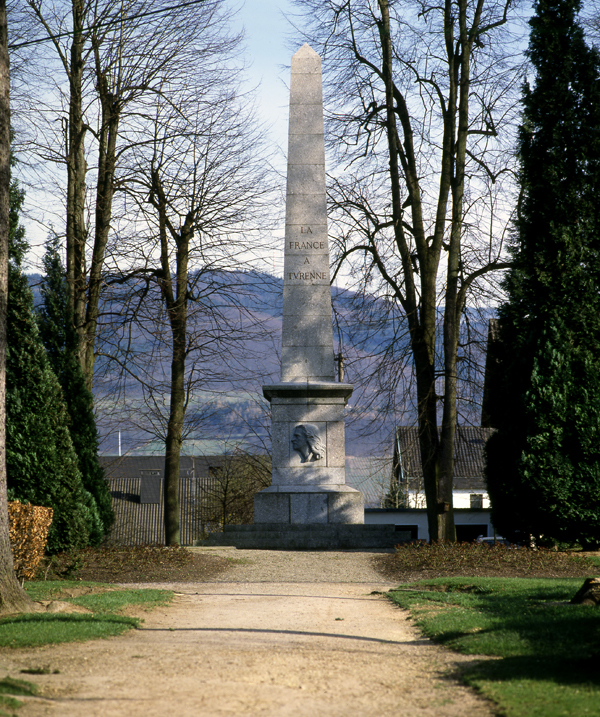
14. Obelisk für Marschall Turenne in Sasbach (Baden). 1945/46 nach Zerstörung von 1940 wieder errichtet. Photo: Roland Spether
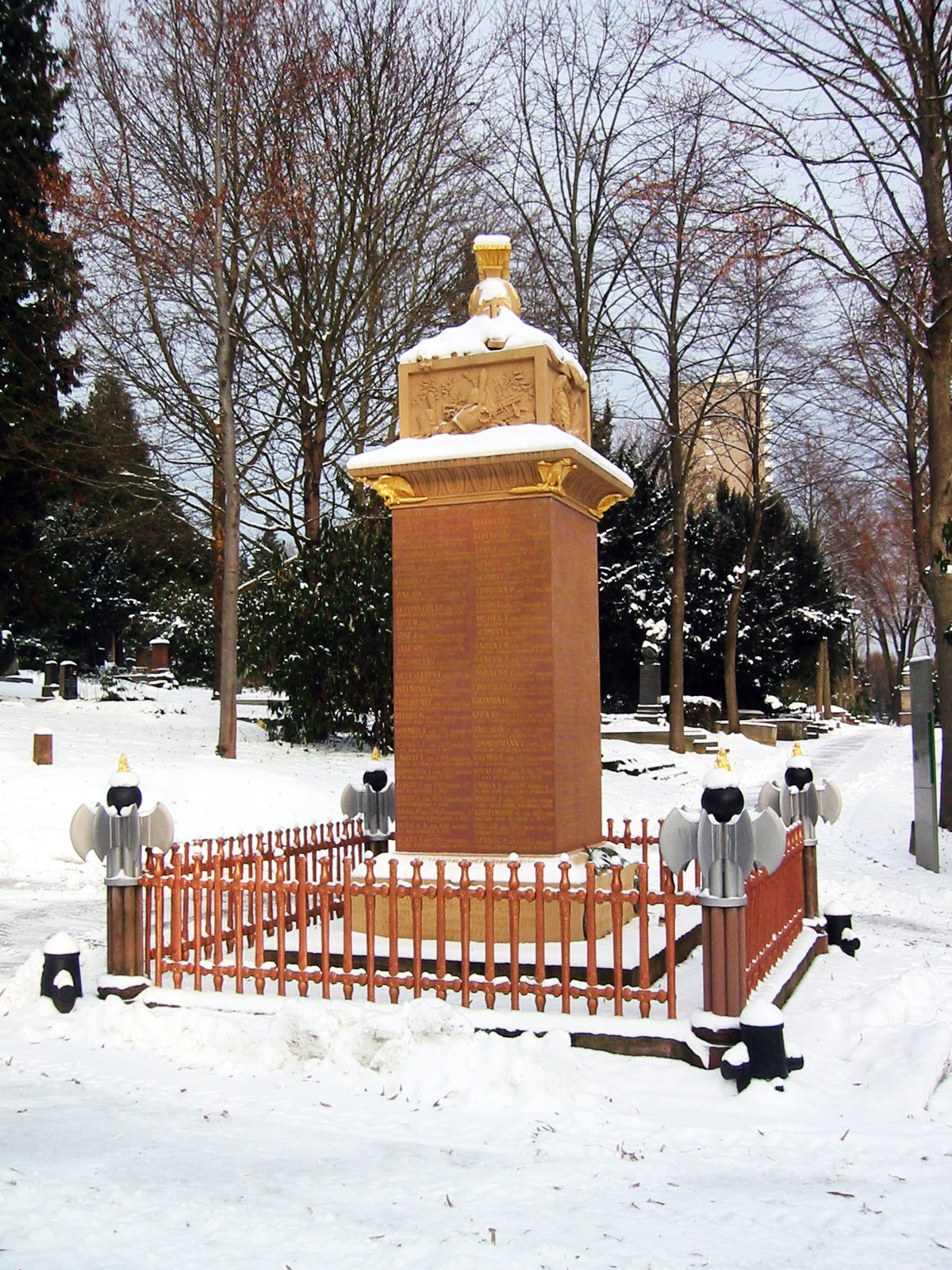
15. Den Franzosenstein auf dem Hauptfriedhof Mainz stifteten 1834 die rheinhessischen Veteranen Kaiser Napoléons ihren Kameraden.
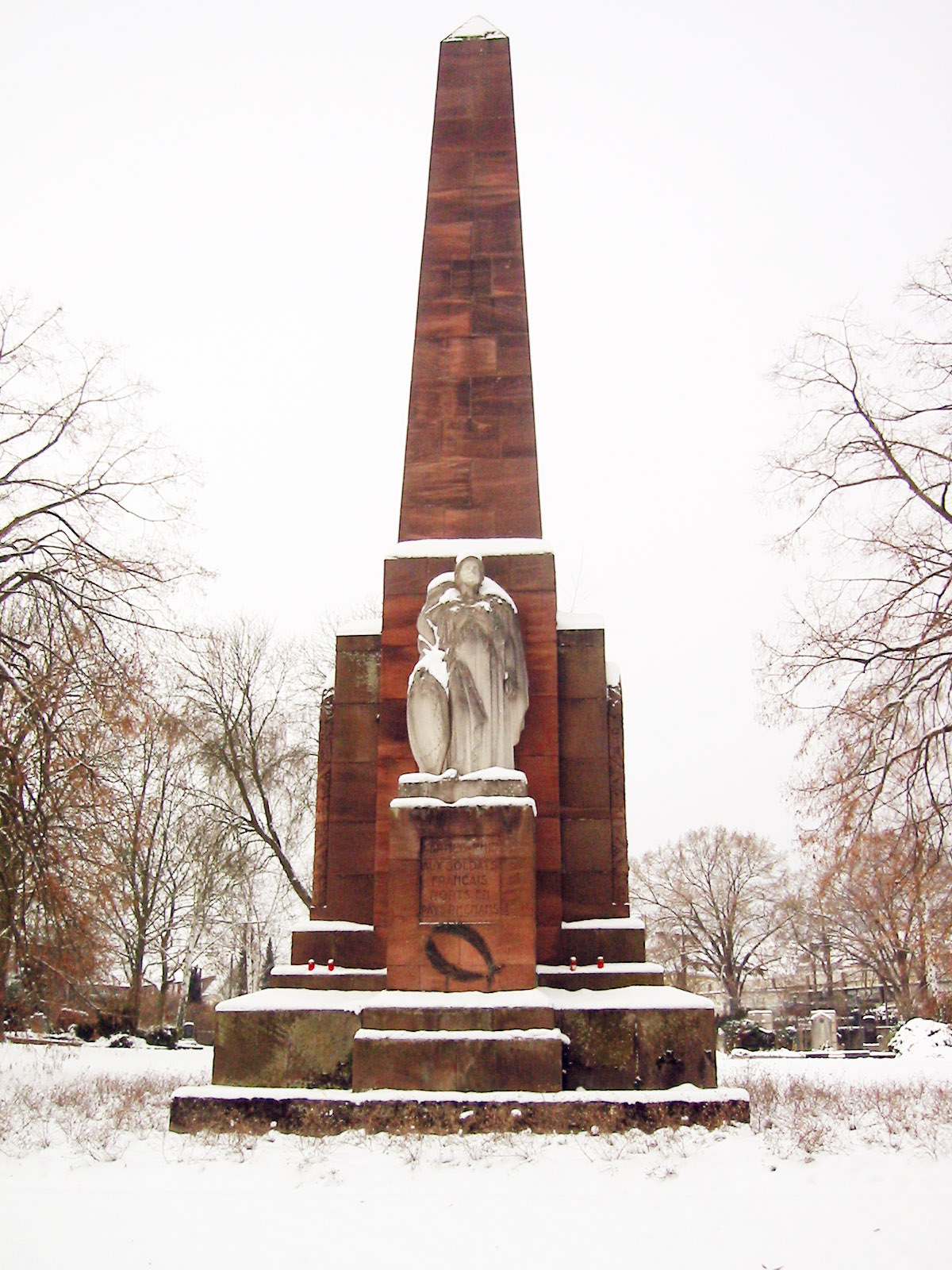
16. Auch in Mainz: Die Rhein-Armee den toten französischen Soldaten in rheinischen Ländern heißt es übersetzt auf dem Sockel des 1925 errichteten Denkmals der Garnison Mainz nach dem Ersten Weltkrieg.
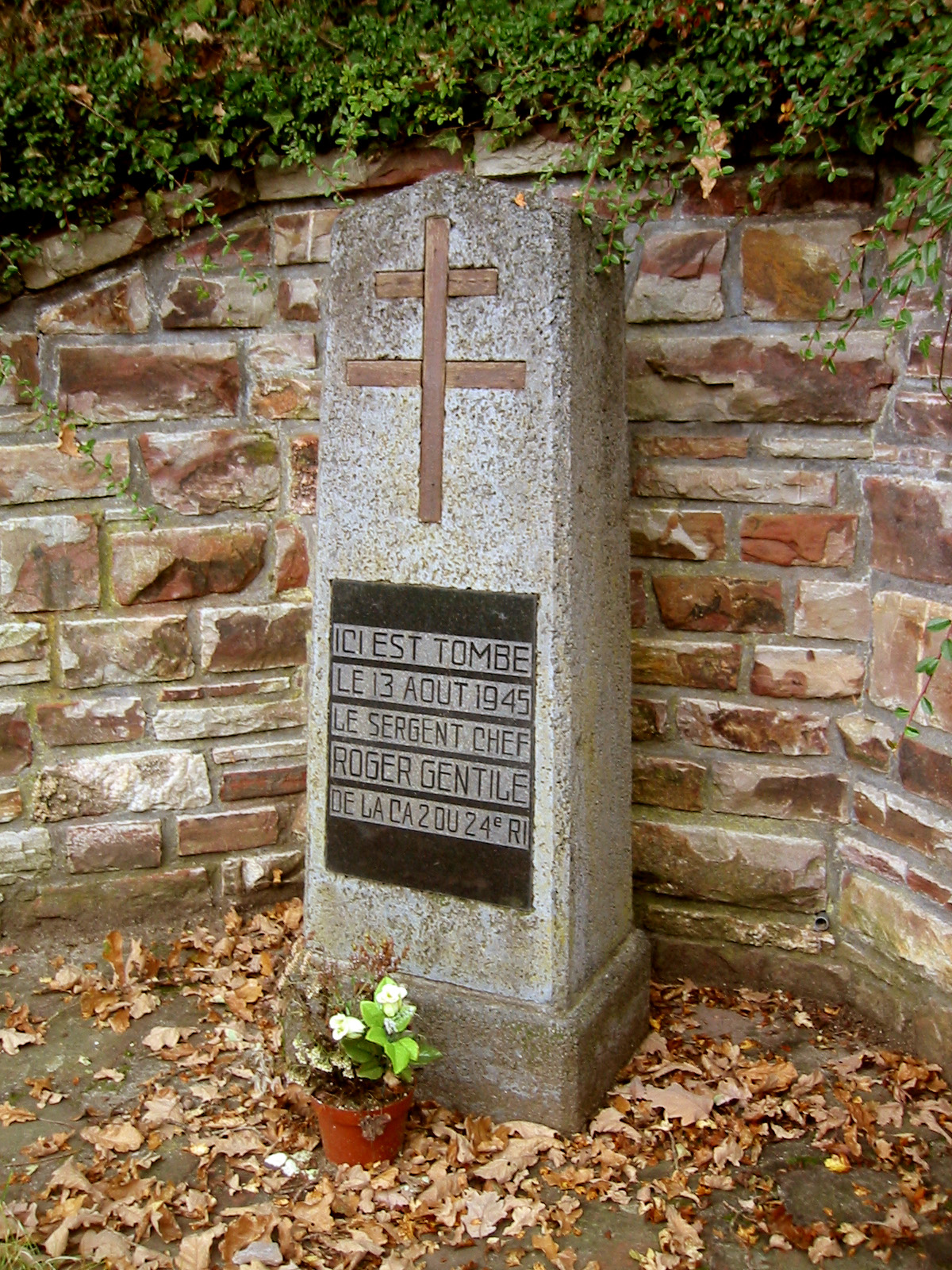
17. Gedenkstein bei Oberfell (Untermosel) für den tödlich verunglückten Sergeanten Roger Gentile. Gesetzt 1945 von seinen Kameraden.